# Turiz
Turiz ist eine Gemeinde im Norden Portugals.
Turiz gehört zum Kreis Vila Verde im Distrikt Braga, besitzt eine Fläche von 3,6 km² und hat 1866 Einwohner (Stand 19. April 2021).